# La Neuve-Grange

La Neuve-Grange este o comună în departamentul Eure, Franța. În 1 ianuarie 2022 avea o populație de 389 de locuitori.